# Рашкевич, Виталий Александрович
Виталий Александрович Рашкевич (8 октября 1973) — белорусский футболист, защитник и полузащитник, тренер футбольного клуба «Лида».

## Биография
В качестве футболиста почти всю карьеру провёл в клубе «Обувщик»/«Лида», где выступал в течение девяти сезонов. В 22-летнем возрасте стал капитаном команды. Трижды со своим клубом вылетал из высшей лиги Белоруссии и дважды возвращался обратно, двукратный победитель первой лиги (1993/94 и 1998). Всего в высшей лиге Белоруссии сыграл 100 матчей и забил 7 голов. В сезоне 1993/94 забил победный гол в решающем матче за выход в элиту в ворота мозырского «Полесья» (2:1). Помимо «Лиды», также выступал за КПФ (Слоним).
В 2001—2004 годах работал главным тренером «Лиды», команда в этот период была середняком первой лиги. В 2006 году начал работать в системе молдавского «Шерифа», вскоре возглавил дублирующий состав клуба, с которым в 2008 году победил в Дивизии «А». С апреля 2011 по июнь 2012 года работал главным тренером основной команды «Шерифа» и привёл её к чемпионству в сезоне 2011/12, однако по окончании сезона вернулся к работе с дублем. В августе 2012 и апреле-июле 2013 года исполнял обязанности главного тренера «Шерифа» и в сезоне 2012/13 снова стал чемпионом Молдавии.
В 2017 году входил в тренерский штаб белорусского клуба «Энергетик-БГУ» (Минск). В первой половине 2018 года ассистировал молдаванину Андриану Сосновскому в казахстанском «Атырау». Позднее работал заместителем начальника ДЮСШ «Шахтёр» (Солигорск).